# بنیاد الکساندر فون هومبولت

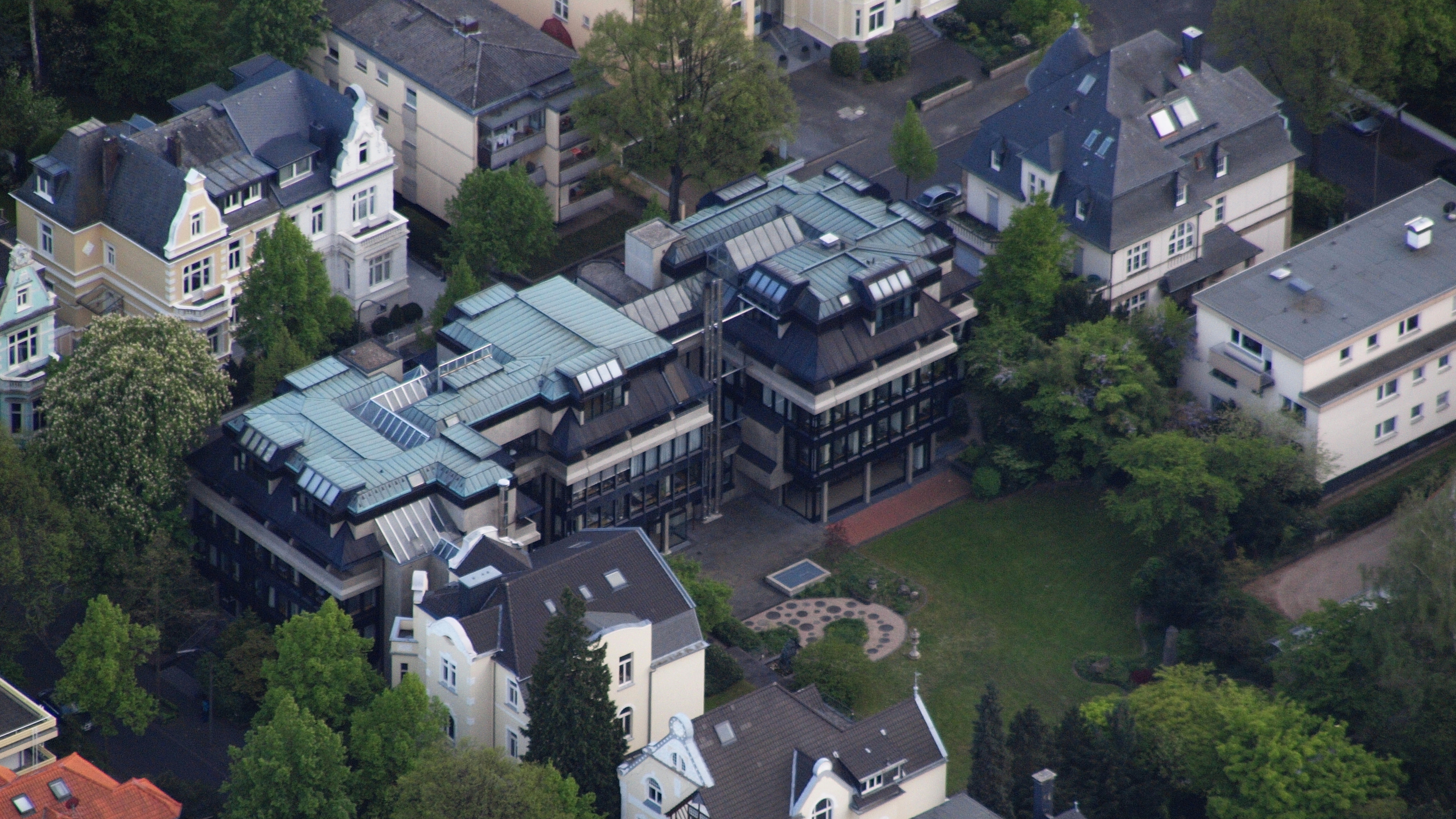
بنیاد الکساندر فون هومبولت، خیابان ژان-پل ۱۲ / خیابان‌های میرباخ ۳–۵، باد گودسبرگ: عکس هوایی

بنیاد الکساندر فون هومبولت (آلمانی: Alexander von Humboldt-Stiftung) بنیادی است که توسط دولت جمهوری فدرال آلمان تأسیس شده و توسط وزارت امور خارجه، وزارت فدرال آموزش و پژوهش (آلمان)، وزارت همکاری‌های اقتصادی و توسعه (آلمان) و همچنین سایر شرکای ملی و بین‌المللی تأمین اعتبار می‌شود. هدف این بنیاد، تقویت همکاری علمی بین‌المللی بین دانشمندان و پژوهشگران ممتاز در آلمان و خارج از کشور است.